# Жан-Луј Трентињан
Жан-Луј Гзавије Трентињан (фр. Jean-Louis Xavier Trintignant; Пјуленк, 11. децембар 1930 — Гар, 17. јун 2022) био је француски глумац, филмски стваралац и возач тркачких аутомобила.

## Биографија
У позоришту је дебитовао 1951. године, и тада је био виђен као један од најдаровитијих француских драмских глумаца послератне ере, познат по главним улогама у многим класичним филмовима европске кинематографије.
Добитник награда два највећа светска филмска фестивала - Канског и Берлинског.
Познат по филму Један човјек и једна жена, где је заједно са Анук Еме играо главну мушку улогу возача тркачких аутомобила. Играо је главну улогу у сензационалном филму Конформиста. У каснијој фази каријере одиграо је кључну улогу у камерној драми Љубав, у режији Аустријанца Михаела Хенекеа, која му је поново оживела популарност у свету.
Трентињан је био отац глумице Мари Трентињан, која са француским глумцем Франсоом Клузеом има сина Пола.